# 통영 안정사 영산회괘불도
통영 안정사 영산회괘불도(統營 安靜寺 靈山會掛佛圖)는 대한민국 경상남도 통영시 광도면 안정사에 있는 1702년 광흠(廣欽)이 수화승을 맡아 홍특(弘特), 각환(覺還)과 함께 제작하였고, 1934년 계홍(戒弘)이 중수한 불화이다. 2010년 12월 21일 대한민국의 보물 제1692호로 지정되었다.

## 개요
안정사 영산회괘불도는 1702년 광흠(廣欽)이 수화승을 맡아 홍특(弘特), 각환(覺還)과 함께 제작하였고, 1934년 계홍(戒弘)이 중수하였다. 높이 943.3cm, 너비 732cm 크기의 총화면은 폭 60여cm의 삼베 13포를 이어 제작하였다. 중앙에 항마촉지인의 수인을 취한 석가모니를 묘사하였으며, 화기에 ‘영산회괘불탱(靈山會掛佛幀)’임을 명시하였다.
화면의 구성은 중앙에 석가모니불과 문수, 보현보살의 삼존입상을 가득차게 배치하고, 석가모니불의 두광 좌우에 다보불과 아미타불을 그리고 불제자 아난과 가섭을 작게 그려 넣었다. 이러한 구성은 1661년 간행된 『오종범음집(五種梵音集)』의 영산작법(靈山作法)에 봉청되는 불보살을 표현한 것으로 조선후기 괘불도에 주로 표현된 형식 가운데 하나이다. 1700년 제작한 내소사 영산회괘불도(보물 제1268호)이 형식을 표현한 시대가 가장 이른 괘불이며, 동일 도상으로 1722년 청곡사 영산회괘불도(국보 제302호), 1730년 운흥사 괘불도(보물 제1317호), 1745년 다보사 괘불도(보물 제1343호), 1749년 개암사 영산회괘불도(보물 제1269호), 1764년 대흥사 영산회괘불도(보물 제1552호) 등이 있다. 이 중 대흥사 영산회괘불탱을 제외한 4폭의 괘불은 의겸(義謙)이 수화승을 맡아 제작하였다. 안정사 영산회괘불도를 제작한 광흠은 의겸이 운흥사에서 1719년 불화를 조성할 때 화원으로 동참하였고, 운흥사에서 1730년 불화를 조성할 때에는 ‘시주지(時住持)’ 즉 운흥사의 주지를 역임하였다. 이를 통해 볼 때 광흠과 의겸은 동일 화승군에 속했던 것으로 추정된다.
안정사 괘불도는 현재 화면 꺾임 현상과 부분적인 채색의 박락, 습기로 인한 오염이 확인되나, 전체적인 상태는 양호한 편이다. 괘불도를 보관한 괘불함은 괘불도의 제작과 동시기에 제작한 것으로 추정된다.

## 참고 자료
- 통영 안정사 영산회괘불도 - 국가유산청 국가유산포털